# Tomás Pompeu de Sousa Brasil (filho)
Tomás Pompeu de Sousa Brasil Filho (Fortaleza, 21 de Abril de 1879 - 28 de Julho de 1969), foi um médico e político brasileiro.

## Biografia
Nascido em meio de grande família de políticos e intelectuais, o Dr Tomás Pompeu era filho de Tomás Pompeu de Sousa Brasil (II) e por sua vez, neto do Senador Pompeu.
Casou com D. Noemi Coelho Pompeu, e foi interventor federal no Ceará, de 10 a 21 de janeiro de 1946.
Formou-se em Medicina pela Faculdade do Rio de Janeiro, em 1905, tendo sido nomeado para servir na Comissão de Limites do alto-Juruá.
Foi Diretor da Escola de Aprendizes do Ceará e Médico Legista da Polícia. Exerceu a clínica de laboratório. Secretário de Agricultura do Estado. Industrial que era, estudou a Mecânica Industrial.
Já em avançada idade, recolheu-se ao seu sítio na serra de Maranguape, entregue ao cultivo de seu belo jardim e ao serviço de receitar doentes pobres e distribuir-lhes remédios gratuitamente.

## Descendentes
O Dr. Thomás Pompeu Filho, tendo casado com dona Noemi Coelho Pompeu (1887 - 1951), de ilustre família do sul do país, quando ainda residia no Rio de Janeiro, após formado em 1904. Nasceram desse casamento quatro filhos:
- Flávio Coelho de Souza Brasil,[6]
- Thomás Pompeu de Souza Brasil Netto, (1908 - 1985),[7]
- Fernando Coelho de Souza Brasil, (1918 - 1996),[8]
- Roberto Coelho de Souza Brasil,